# Southwark
Southwark (London Borough of Southwark; pronúncia en anglès:/ˈsʌðərk/) és un districte de Londres, la capital del Regne Unit. Forma part de l'àrea coneguda com a Sud-est de Londres juntament amb districtes com Lewisham o Greenwich, i part de l'anomenat Inner London o districtes interiors de la capital britànica. Està situat al sud del riu Tàmesi i de la Ciutat de Londres, el districte financer de Londres. Aquest districte és conegut per la seva varietat de condicions econòmiques, contenent zones de negocis prop del riu amb dos dels indrets més empobrits del país: Camberwell i Peckham.
Algunes de les seves atraccions principals són el museu d'art contemporani Tate Modern i el Globe Theatre, situats a la riba del Tàmesi. L'Imperial War Museum es troba a prop d'Elephant and Castle, on també hi ha la famosa discoteca Ministry of Sound. El Borough Market és probablement el mercat d'alimentació més conegut de Londres, recentment reconvertit en mercat de delicatessen. El gratacel més alt de la ciutat, el Shard London Bridge, es troba en construcció a la zona. Alguns dels ponts més coneguts que creuen el riu a la ciutat: Tower Bridge, Millennium Bridge, Blackfriars Bridge, Southwark Bridge i London Bridge. L'ajuntament del Gran Londres també es troba a Southwark.

## Barris de Southwark
El districte de Southwark està format pels següents barris:
| - Bankside - Bermondsey - The Borough - Camberwell - Crystal Palace - Dulwich - Dulwich Wood - East Dulwich - Elephant and Castle - Herne Hill | - Newington - Nunhead - Peckham - Peckham Rye - Rotherhithe - Southwark - Surrey Quays - Walworth - West Dulwich |

## Transport

### Ponts i túnels
- Blackfriars Bridge
- London Bridge
- London Millennium Bridge
- Southwark Bridge
- Tower Bridge

- Túnel de Rotherhithe
- Túnel del Tàmesi, ara emprat per a línies de l'Overground

### Estacions de metro (London Underground, "Tube")
- Bermondsey
- Borough
- Canada Water
- Elephant & Castle
- Kennington
- London Bridge
- Southwark

### Estacions d'Overground
- Surrey Quays
- Rotherhithe
- Canada Water

### Estacions de tren
- Gipsy Hill
- Denmark Hill
- East Dulwich
- West Dulwich
- Elephant & Castle
- London Bridge
- North Dulwich
- Nunhead
- Peckham Rye
- Queens Road Peckham
- Sydenham Hill
- South Bermondsey

### Molls
Administrats per l'empresa Thames Clipper
- Bankside Pier, al costat del Tate Modern i el Globe Theatre
- London Bridge City Pier
- Hilton Docklands Nelson Dock Pier
- Greenland Pier